# Belmiro Medeiros Silva
Belmiro Medeiros Silva (Vargem Grande, 1º de julho de 1895 — Rio de Janeiro, 19 de outubro de 1967]]) foi um político brasileiro. Exerceu o mandato de deputado federal constituinte por Minas Gerais em 1934.